# ابیسکو
ابیسکو (به سوئدی: Abisko) روستایی در سوئد با جمعیت ۸۵ نفر است که در شهرداری کیرونا واقع شده‌است.